# 小北成功夜市
小北成功夜市，為臺灣臺南市北區的流動型夜市，每週二、五營業。由於鄰近小北商圈，時常被稱為「小北夜市」。
地點位於台南市西門路四段171巷2號，營業時間為每個星期星期二、五，設有汽車、機車停車場。規劃有美食區、飲食區、娛樂區，佔地6000餘坪的大型免費停車場，共可容納約600輛以上汽車同時停放。

## 大台南公車
- 大台南公車需步行約3～6分鐘即可到達。

| 編號 | 路線                                               | 停靠站     |
| ---- | -------------------------------------------------- | ---------- |
| 7    | 台南火車站－台糖安南學苑                           | 六甲里西站 |
| 21   | 台南火車站－永康休閒育樂中心                       | 六甲里西站 |
| 橘3  | 善化轉運站－安定－安南醫院／臺南轉運站             | 六甲里西站 |
| 橘11 | 下營區公所－麻豆轉運站－西港－安南醫院／臺南轉運站 | 六甲里西站 |

## 外部連結
- （繁體中文）台南市夜市成功、武聖夜市資訊網 （页面存档备份，存于）